# Суайе, Луи Станисла(с) Ксавье
Луи Станислас Ксавье Суайе (фр. Louis Stanislas Xavier Soyez; 1769—1839) — французский военный деятель, бригадный генерал (1803 год), барон (1808 год), участник революционных и наполеоновских войн.

## Биография
Родился в семье владельца прачечной в Версале Жана Суайе (фр. Jean Soyez; 1740—) и Терезы Руссо (фр. Thérèse Rousseau). 14 марта 1784 года поступил на службу простым солдатом в пехотный полк Сентонжа. 14 ноября 1786 года перевёлся в пехотный полк Дофина (с 1 января 1791 года - 29-й пехотный полк). 1 декабря 1788 года стал капралом. 11 августа 1791 года получил отпуск.
28 февраля 1792 года вернулся в строй, и был зачислен солдатом в 5-й конно-егерский полк. Служил в Северной армии. 1 декабря 1792 года стал бригадиром-фурьером. В январе 1793 года был ранен штыком выше левого колена. 13 февраля 1793 года стал лейтенантом-квартирмейстером-казначеем 3-го батальона горного легиона. 1 декабря 1793 года был произведён в капитаны. Служил в Армии Восточных Пиренеев. 17 января 1794 года стал адъютантом генерала Марбо. 23 февраля 1795 года стал командиром батальона 22-й полубригады лёгкой пехоты, а уже 20 апреля - полковником и командиром данной полубригады. 23 ноября 1796 года его полубригада влилась в состав 5-й полубригады лёгкой пехоты, которую Суайе возглавил 15 декабря 1796 года. Служил в Итальянской армии. 8 января 1797 года ранен ударом копья в левый сосок и двумя ударами саблей, один в левую руку, другой в левую кисть при переправе через реку Рабиоза в битве при Бевилаква. 18 сентября 1797 года стал во главе 18-й полубригады лёгкой пехоты. 28 апреля 1799 года отличился при защите плацдарма у Лекко, после чего отправился со своим отрядом на озеро Комо, где присоединился к основной армии. Получил два пулевых ранения в сражении при Нови 15 августа 1799 года. Взял 1200 пленных в Арецце.
29 августа 1803 года произведён в бригадные генералы. С 2 марта 1804 года командовал бригадой в пехотной дивизии Буде, которая входила в лагерь Утрехта Армии Берегов Океана, а затем во 2-й армейский корпус Великой Армии.
С июля 1806 года служил сперва под началом генерала Лористона, затем генерала Монришара в Далмации. 17 марта 1808 года получил дотацию в 4000 франков ежегодной ренты с Вестфалии. С марта 1809 года командовал 1-й бригадой 1-й пехотной дивизии Армии Далмации. 30 апреля отличился в битве при Кравни Броде. 21 мая ранен пулей в левое колено при Госпиче. 28 мая оставлен в Фиуме вместе с другими ранеными и 3 июня попал в плен, но вскоре получил свободу в процессе обмена военнопленными. 
15 августа 1809 года получил дотацию в 4000 франков ежегодной ренты с департамента Рим. 4 марта 1810 года был назначен командующим департамента Ло и Гаронна в 20-м военном округе. 4 июня 1811 года получил двухмесячный отпуск. 4 августа 1811 года вновь назначен в 20-й округ. 22 июля 1812 года присоединился к Великой Армии в Германии. 21 января 1813 года вернулся в Майнц на основании императорского приказа. 2 июля 1813 года был назначен комендантом Гамбурга.
С июня 1814 года без служебного назначения. Во время «Ста дней» присоединился к Императору и 15 мая 1815 года стал командующим департамента Луаре. После второй Реставрации 4 сентября 1815 года вышел в отставку.

## Воинские звания
- Солдат (14 марта 1784 года);
- Капрал (1 декабря 1788 года);
- Конный егерь (28 февраля 1792 года);
- Бригадир-фурьер (1 декабря 1792 года);
- Лейтенант (13 февраля 1793 года);
- Капитан (1 декабря 1793 года);
- Командир батальона (23 февраля 1795 года);
- Полковник (20 апреля 1795 года);
- Бригадный генерал (29 августа 1803 года).

## Титулы
- Барон Суайе и Империи (фр. baron Soyez et de l'Empire; декрет от 19 марта 1808 года, патент подтверждён 2 июля 1808 года в Байонне)[2][3].

## Награды
Легионер ордена Почётного легиона (11 декабря 1803 года)
 Коммандан ордена Почётного легиона (14 июня 1804 года)
 Кавалер военного ордена Святого Людовика (8 июля 1814 года)